# Leioscyta minima
Leioscyta minima är en insektsart som beskrevs av Goding. Leioscyta minima ingår i släktet Leioscyta och familjen hornstritar. Inga underarter finns listade i Catalogue of Life.